# Anarytropteris
Anarytropteris is een geslacht van rechtvleugeligen uit de familie sabelsprinkhanen (Tettigoniidae). De wetenschappelijke naam van dit geslacht is voor het eerst geldig gepubliceerd in 1924 door Uvarov.

## Soorten
Het geslacht Anarytropteris omvat de volgende soorten:
- Anarytropteris chirinda Rentz, 1988
- Anarytropteris fallax Uvarov, 1924